# Limushan (köpinghuvudort i Kina, Hainan Sheng, lat 19,27, long 109,78)
Limushan är en köpinghuvudort i Kina. Den ligger i provinsen Hainan, i den södra delen av landet, omkring 100 kilometer sydväst om provinshuvudstaden Haikou. Antalet invånare är 16 645. Befolkningen består av 7 807 kvinnor och 8 838 män. Barn under 15 år utgör 22,0 %, vuxna 15-64 år 69 %, och äldre över 65 år 7,0 %.
Runt Limushan är det ganska tätbefolkat, med 60 invånare per kvadratkilometer. Närmaste större samhälle är Nankun, 17,7 km öster om Limushan. I omgivningarna runt Limushan växer huvudsakligen savannskog.
Genomsnittlig årsnederbörd är 2 654 millimeter. Den regnigaste månaden är juli, med i genomsnitt 428 mm nederbörd, och den torraste är januari, med 21 mm nederbörd.